# Perna canaliculus
La Cozza verde (Perna canaliculus (Gmelin, 1791)), conosciuta anche come Mitilo verde della Nuova Zelanda, è un mollusco bivalve appartenente alla famiglia Mytilidae.
Presente esclusivamente in Nuova Zelanda, vive lungo le coste di tutto il paese sebbene sia più comune nelle regioni centrali e settentrionali, che sono più calde, permettendo una maggiore proliferazione della cozza. Di solito prediligono vivere in profondità, perché la loro presenza in superficie è limitata dalla incapacità di sopravvivere all’esposizione all’aria.
Hanno registrato una recente notorietà a motivo della loro ricchezza in glucosamminoglicani, i quali sono utilizzati, sotto forma di integratori alimentari, nella terapia delle artriti e del collagene.

## Tassonomia WoRMS(World Register of Marine Species)
Animalia (Kingdom) Mollusca (Phylum) Bivalvia (Class) Autobranchia (Subclass) Pteriomorphia (Infraclass) Mytilida (Order) Mytiloidea (Superfamily) Mytilidae (Family) Mytilinae (Subfamily) Perna (Genus) Perna canaliculus (Species)